# 池沼鋸脂鯉
池沼鋸脂鯉，為輻鰭魚綱脂鯉目脂鯉亞目锯脂鲤科的其中一個種。分布於南美洲埃塞奎博河流域，體長可達21公分，棲息在底中層水域，生活習性不明。

## 扩展阅读
維基物種上的相關：池沼鋸脂鯉